# Кулига (Виноградовский район)
Кули́га (Кулиги) — деревня в Виноградовском районе Архангельской области России. Входит в состав Виноградовского муниципального округа. С 2004 года по 2021 год входила в состав Осиновского сельского поселения, хотя первоначально планировалось включить её в состав Конецгорского сельского поселения.

## География
Деревня расположена в селе Конецгорье, на дороге, ведущей к Клоновскому озеру.

## Население
| 2002 | 2010 | 2012 |
| ---- | ---- | ---- |
| 63   | ↘35  | ↗40  |

Численность населения деревни, по данным Всероссийской переписи населения 2010 года, составляла 35 человек. На 1.01.2010 числилось 55 человек.

### Карты
- Топографическая карта P-38-39,40. (Лист Рочегда)
- Кулига на Wikimapia
- Кулига. Публичная кадастровая карта. Архивировано из оригинала 5 марта 2016 года.